# Adilabad (distrikt)
Adilabad är ett distrikt i delstaten Telangana i Indien. Administrativ centralort är Adilabad. Vid folkräkningen 2001 hade Adilabad 2 488 003 invånare. 1 827 986 av dessa bodde på landsbygden och 660 017 bodde i tätorter. Distriktet skapades 1905.

## Demografi
Av befolkningen i Adilabad är 52,68% läskunniga (64,98% av männen och 40,30% av kvinnorna).
88,74% av befolkningen är hinduer (2 207 843 personer), 9,52% muslimer (236 844 personer) och 0,98% buddhister (24 392 personer).